# Louis Joseph de Kersauson-Vieux-Chatel
Pour les autres membres de la famille, voir Famille de Kersauson.
Louis Joseph Marie, comte de Kersauson-Vieux-Chatel est un homme politique français né le 7 août 1850 à Morlaix (Finistère) et décédé le 28 avril 1928 à Paris 7e.

## Biographie
Membre de la famille de Kersauson, fils de Ludovic Marie François de Kersauson du Vieuxchastel et de Marie Louise Françoise du Dresnay, il est officier des Mobiles du Finistère en 1870-1871.
Propriétaire du château de Trodibon, il est maire de Plouezoc'h de 1889 à 1902 puis de 1903 et 1925, élu conseiller général, et est député monarchiste du Finistère de 1885 à 1889. Battu en 1889, il quitte la vie politique.
En 1879, il épouse Césarie Marie Rouxel de Villeféron, petite-fille de François Marie Monjaret de Kerjégu. Son gendre, Robert Costa de Beauregard, lui succédera à la mairie de Plouezoc'h.

## Sources
- « Louis Joseph de Kersauson-Vieux-Chatel », dans le Dictionnaire des parlementaires français (1889-1940), sous la direction de Jean Jolly, PUF, 1960 [détail de l’édition]